# 歸仁區
22°58′02″N 120°17′38″E / 22.9672157°N 120.2939504°E
歸仁區，舊稱「紅瓦厝」、「歸仁里」，前身「歸仁鄉」，位於臺灣臺南市南端，北臨永康區、新化區，東鄰關廟區，西鄰仁德區，南接高雄市阿蓮區、路竹區。全境屬平原地形，地勢平坦，是嘉南平原的一部分，無山坡、丘陵，氣候上則屬熱帶季風氣候。主要河川有許縣溪、二仁溪，前者為鹽水溪主流上游，構成歸仁區與關廟區北段邊界；後者則為歸仁區與高雄市之界河。該區是高鐵台南站以及沙崙智慧綠能科學城所在地。

## 歷史
歸仁區早期是原住民平埔族西拉雅族新港社的墾地。南邊「舊社」聚落聚集成雙現街名「舊社街」，在現今看東村「楊厝」庄東一帶；荷蘭時代安平、赤崁原民移入在「舊社」北邊另成「後市仔」聚落；明鄭時期，曾在保西、大學設立書院，因而取「天下歸仁焉」之義通稱此鄉里為「歸仁里」。後來陳、李兩姓在舊社北邊、後市仔南邊之間（今歸仁國小南邊）開墾新社區，利用舊社十三窯燒紅磚瓦，築瓦厝而居，因故名「紅瓦厝」。1920年臺灣地方改制，日本在此地設置「歸仁庄」，劃歸臺南州新豐郡管轄。
臺灣由中華民國接管後，歸仁庄改為「歸仁鄉」，屬臺南縣新豐區。1950年裁撤區署，改直隸於臺南縣。2000年，歸仁鄉六甲村與後市村各別分出歸南村與文化村，行政區劃改為21個村。2010年12月25日，配合臺南縣市合併改制為直轄市臺南市，歸仁鄉改制為「歸仁區」。

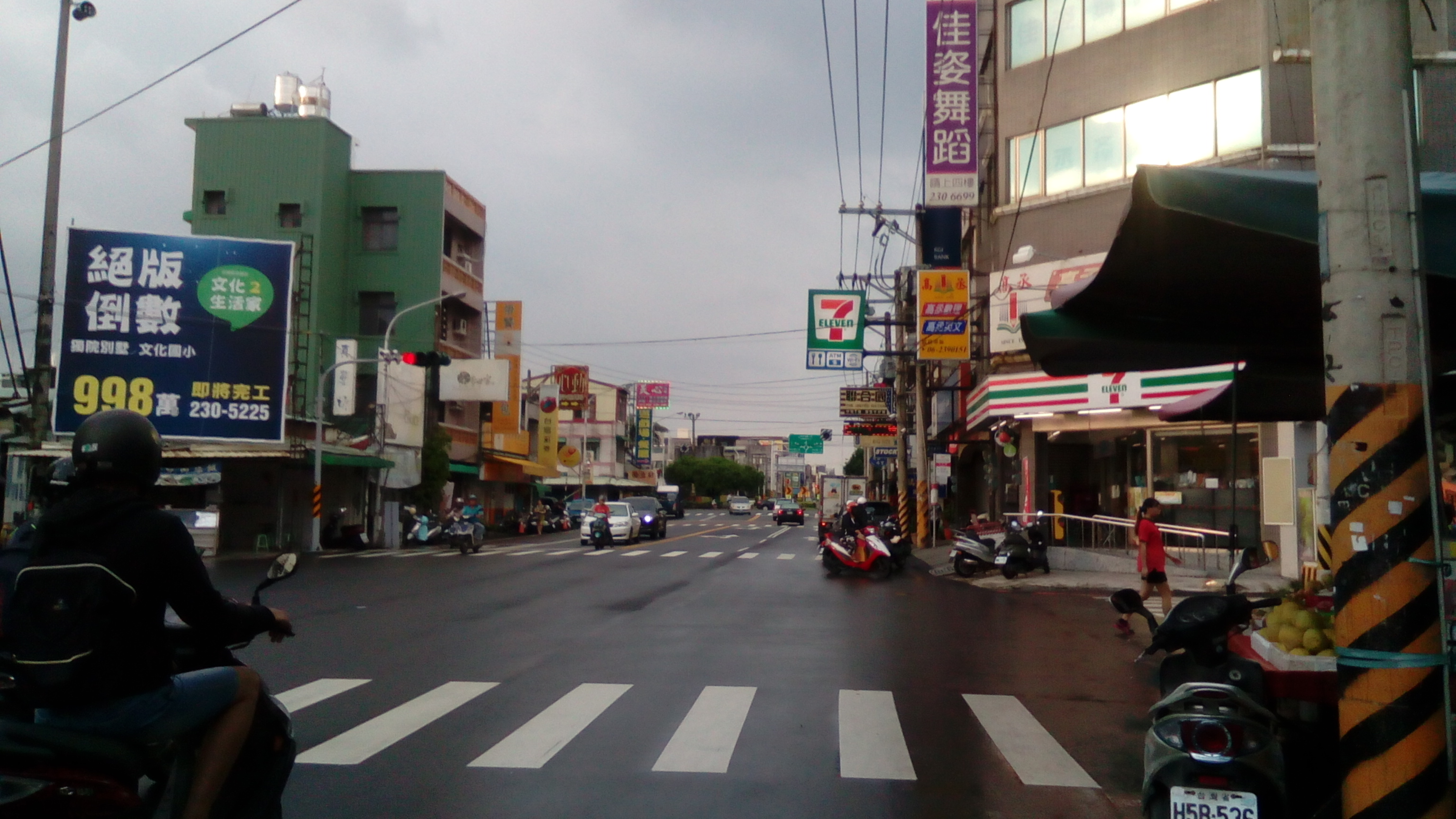
歸仁市區

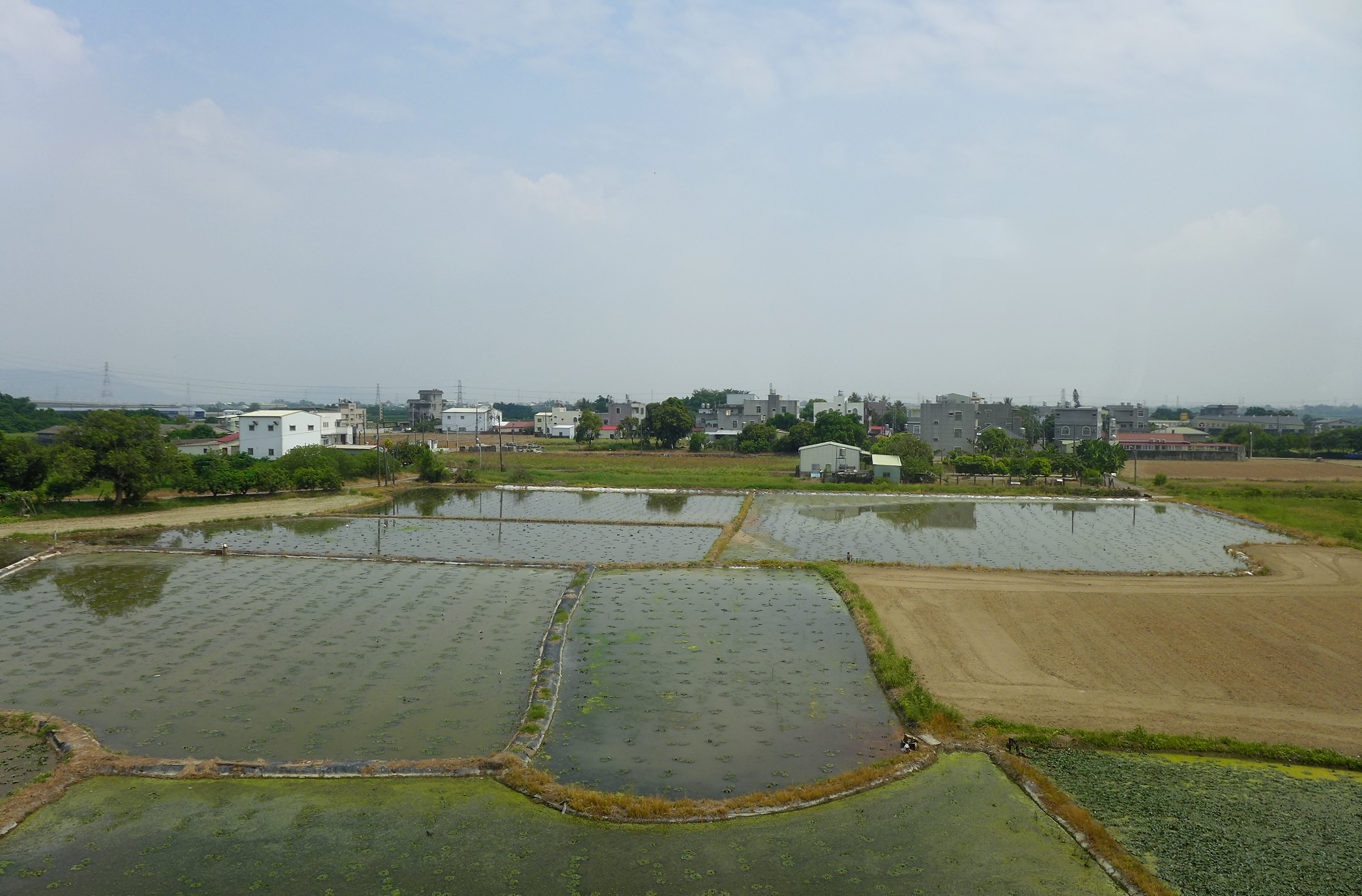
歸仁的農田

## 人口
根據臺南市歸仁戶政事務所統計，2024年底歸仁區戶數約2.6萬戶，人口約7萬人，區內人口最多與最少的里分別是南保里與沙崙里，2024年底兩里人口分別為6,860人與1,859人。

## 政治

### 歷任首長

#### 鄉長
| 任次 | 姓名   | 備註 |
| ---- | ------ | ---- |
| 1    | 許 變  |      |
| 2    | 許 變  |      |
| 3    | 王允得 |      |
| 4    | 林燦煌 |      |
| 5    | 林燦煌 | 解職 |
| 5    | 許進益 | 補選 |
| 6    | 許進益 |      |
| 7    | 郭再發 |      |
| 8    | 郭再發 |      |
| 9    | 林水吉 |      |
| 10   | 林水吉 |      |
| 11   | 黃朝明 |      |
| 12   | 黃朝明 |      |
| 13   | 林逢春 |      |
| 14   | 劉朝銘 |      |
| 15   | 陳特清 |      |

#### 區長
| 任次 | 姓名   | 備註 |
| ---- | ------ | ---- |
| 1    | 陳英裕 |      |
| 2    | 陳必成 |      |
| 3    | 柳世雄 |      |
| 4    | 魏文貴 |      |
| 5    | 朱雅宏 | 現任 |

### 區政組織
歸仁區公所是臺南市政府在歸仁區的派出機關，在中華民國政府架構中為市政府綜理區政的執行機關，上級業務監督機關為臺南市政府。区长由市長任命，其任期為無任期保障。在區長及主任秘書之下，設有5課3室等8個內部單位。

### 行政區
現今歸仁區行政範圍的確立，來自於1920年，日本將臺彎十二廳改為五州二廳，設歸仁庄屬臺南州新豐郡。歸仁庄轄歸仁北、歸仁南、媽祖廟、八甲、崙子頂、沙崙、刣豬厝、大潭、大苓、林子邊等10個大字。1945年，改為「歸仁鄉」，屬臺南縣新豐區。1950年，裁撤區署，歸仁鄉改直隸於臺南縣。2010年12月25日，臺南縣市合併改制為直轄市，歸仁鄉改制為市轄區「歸仁區」，隸屬臺南市。
2018年1月29日進行六甲里、崙頂里、新厝里、歸南里之間，以及沙崙里、看東里、武東里之間的里界調整。經此調整後，歸仁區仍維持21里：七甲里、大廟里、西埔里、看西里、南保里、崙頂里、媽廟里、八甲里、六甲里、沙崙里、看東里、南興里、辜厝里、歸仁里、大潭里、文化里、武東里、後市里、許厝里、新厝里、歸南里。

### 警政治安

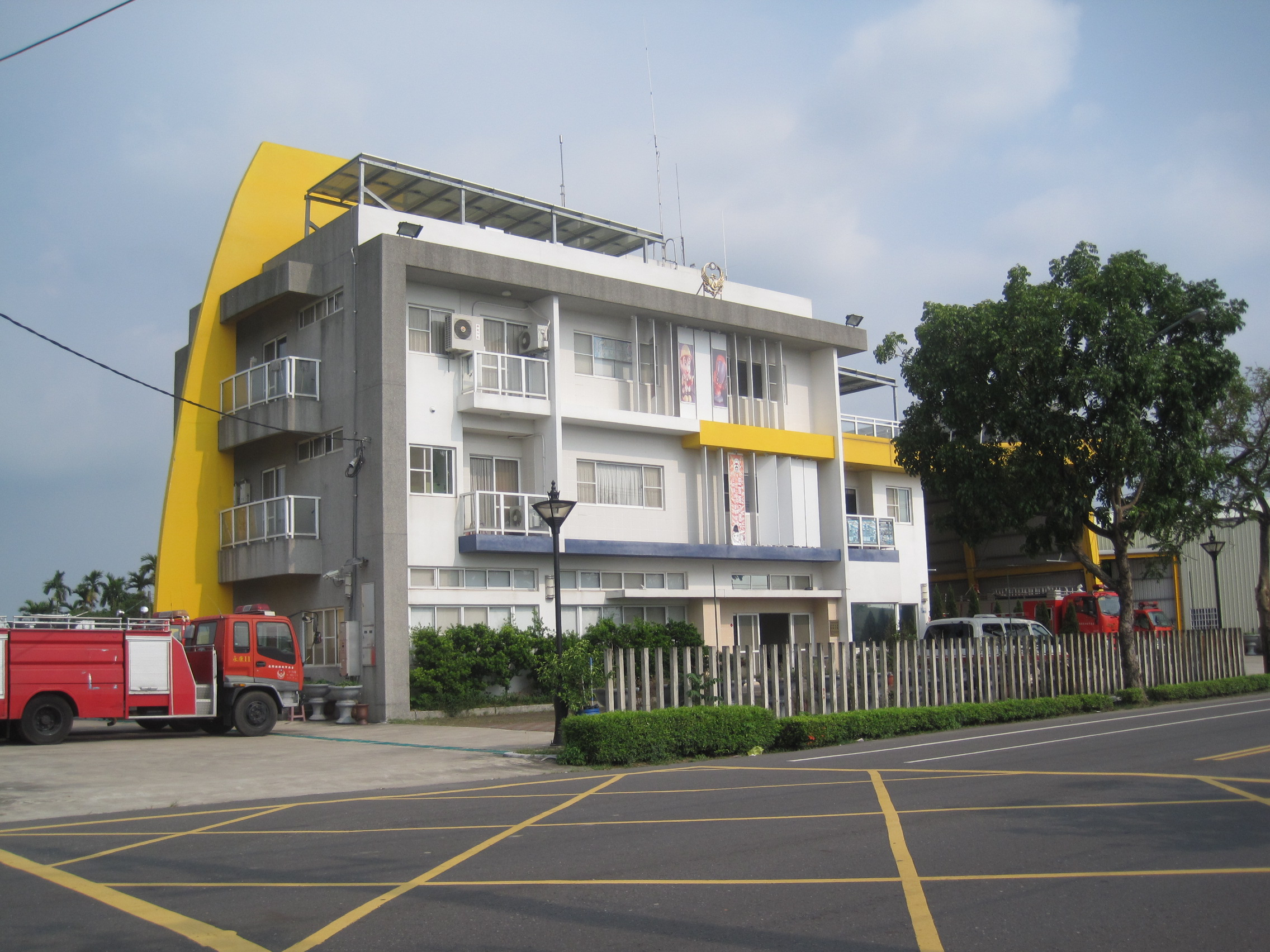
消防局保西分隊

|  | 臺南市政府警察局歸仁分局 |
|  | 歸仁派出所               |
|  | 媽廟派出所               |
|  | 歸南派出所               |
|  | 大潭派出所               |

### 監獄
- 臺南監獄
- 臺南看守所

## 文化遺址
- 5500至1萬年前：Karaukaut 咬狗（許寬溪／新港溪／鹽水溪）八甲‧七甲‧湖內 （页面存档备份，存于）大坌坑文化層（新石器時代初期）
- 400至50年前：舊社街‧舊社遺址

## 教育

### 大專院校
- 國立成功大學歸仁校區（航太實驗場）
- 國立陽明交通大學臺南校區
- 長榮大學

### K-12學校
- 臺南市立沙崙國際高級中等學校

### 高級中學
- 國立新豐高級中學

### 國民中學
- 臺南市立歸仁國民中學
- 臺南市立沙崙國民中學

### 國民小學
- 臺南市歸仁區歸仁國民小學
- 臺南市歸仁區大潭國民小學
- 臺南市歸仁區保西國民小學
- 臺南市歸仁區文化國民小學
- 臺南市歸仁區紅瓦厝國民小學
- 臺南市歸仁區歸南國民小學

### 學術研究機構
- 中央研究院南部院區
- 國家地震工程研究中心臺南實驗室（隸屬國家實驗研究院）
- 國科會資安暨智慧科技研發大樓（國家實驗研究院管理）

## 交通

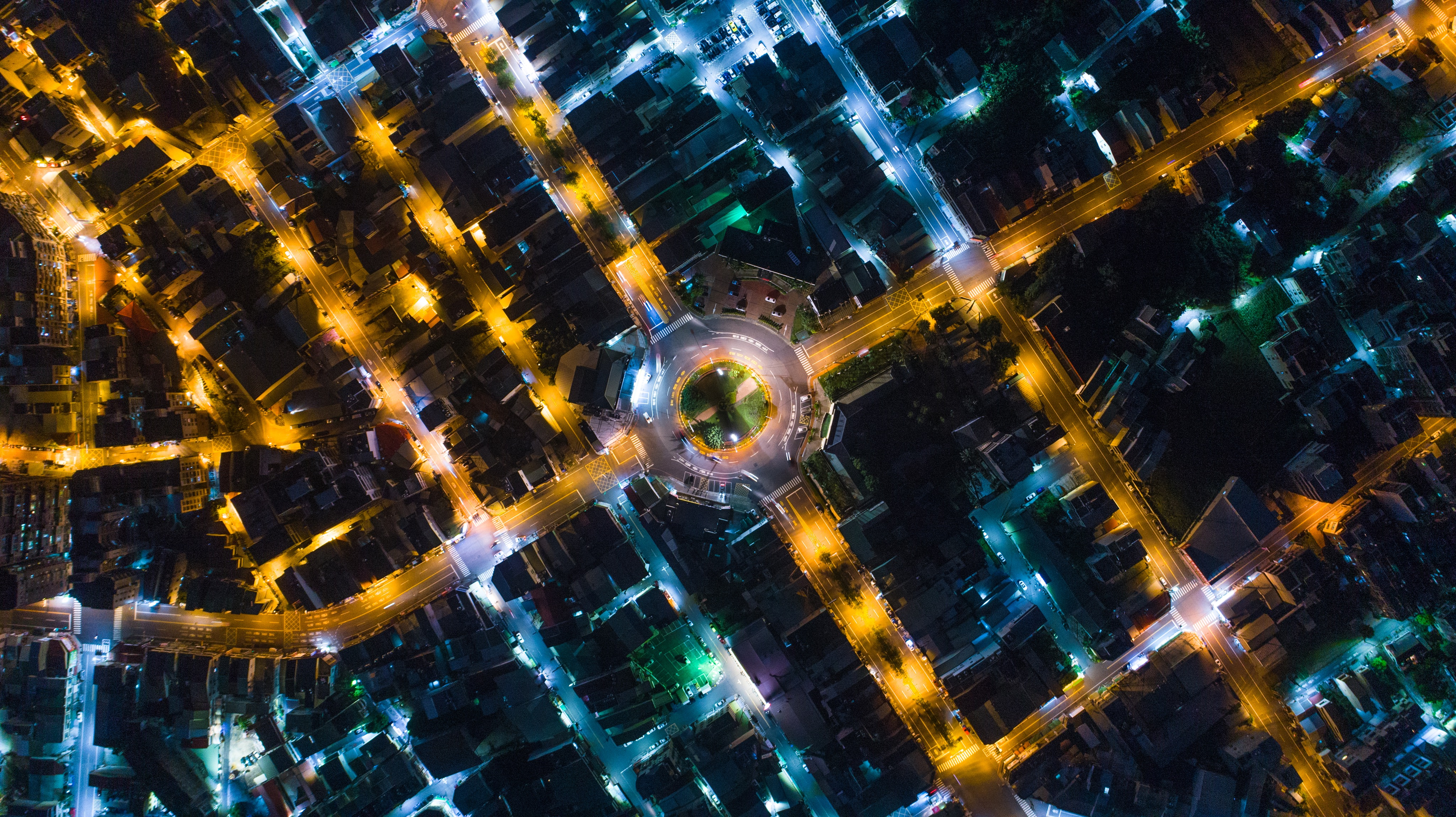
夜間歸仁圓環附近

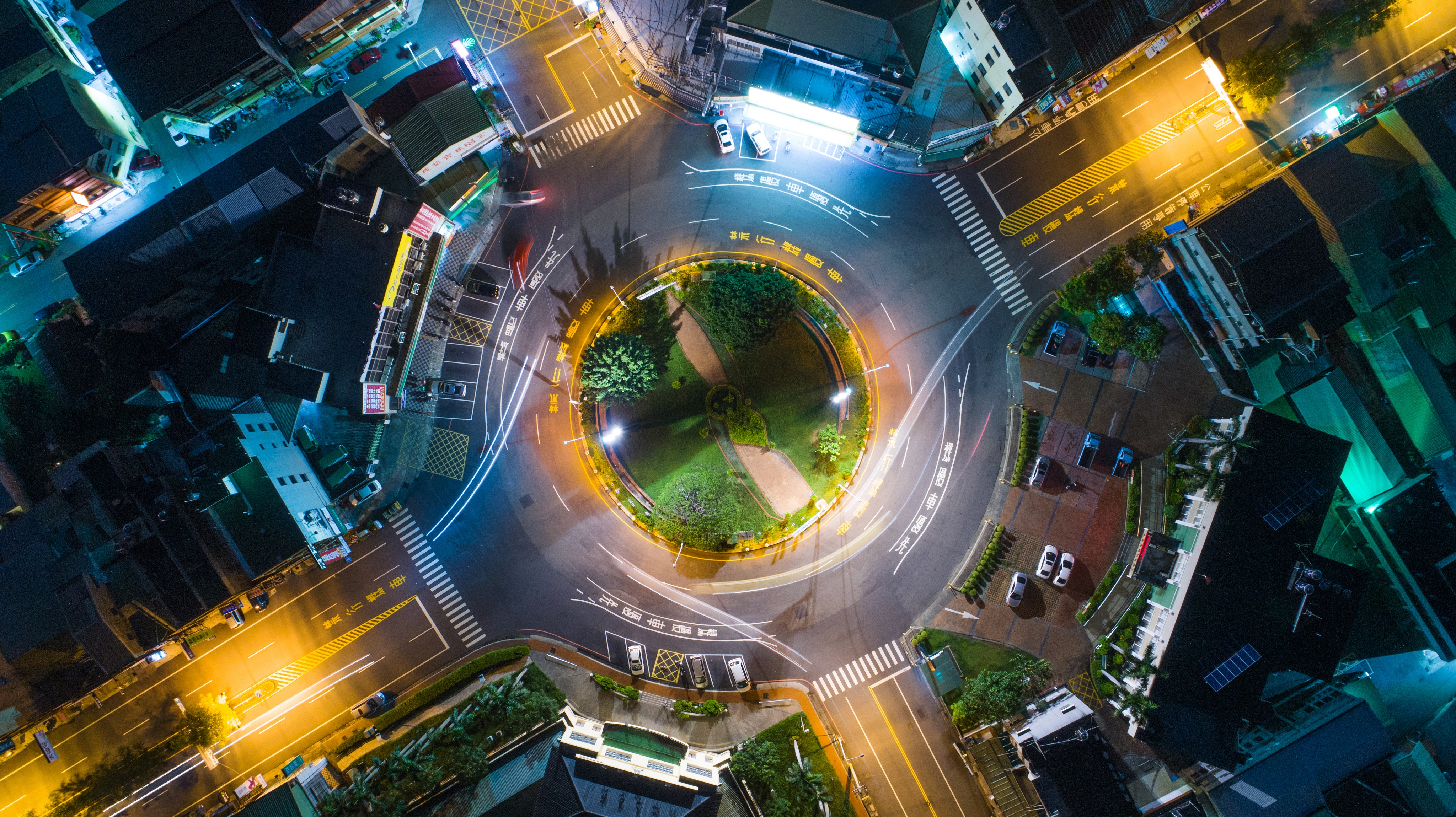
歸仁圓環

### 公路
- 台39線：高鐵橋下臺南段道路
- 台86線：東西向快速道路：臺南 - 關廟線
  - 大潭交流道（11）
  - 歸仁交流道（16）
- 市道177甲線
- 市道182號：仁德區 -  歸仁區  - 關廟區

### 鐵路
台灣高速鐵路
- 台灣高鐵：高鐵台南站

臺灣鐵路公司
- 沙崙線：長榮大學車站 - 沙崙車站

### 捷運
台南捷運：藍線(預計2028年通車)

### 客運
大台南公車
| 編號   | 路線                                           | 營運單位 | 備註                                                                                         |
| ------ | ---------------------------------------------- | -------- | -------------------------------------------------------------------------------------------- |
| 32     | 原住民文化會館－高鐵台南站                     | 巨業交通 |                                                                                              |
| 62     | 奇美醫院－高鐵台南站                           | 興南客運 | - 部分班次延駛桂田酒店。 - 部分班次繞駛六甲里、沙崙國際高中。                                |
| H31    | 永華市政中心（府前路）－高鐵台南站             | 漢程客運 |                                                                                              |
| 綠16   | 新化－關廟轉運站－關廟國中                     | 興南客運 | - 首班車延駛至歸仁區公所（中正北路）。 - 部分班次延駛至高鐵台南站。 - 部分班次繞駛統一花園。 |
| 紅幹線 | 安平工業區－仁德－歸仁－關廟轉運站             | 興南客運 | - 部分班次延駛至龍崎。 - 部分班次繞駛新豐高中、歸仁國中。                                    |
| 紅1    | 臺南轉運站－太子廟－關廟轉運站                 | 興南客運 |                                                                                              |
| 紅2    | 臺南轉運站－上崙子－關廟轉運站                 | 興南客運 | - 首班車延駛至西門健康立體停車場。 - 07:05西門健康立體停車場發車班次繞駛中華醫大。           |
| 紅3    | 臺南轉運站－台南航空站－高鐵台南站－關廟轉運站 | 興南客運 | - 部分班次繞駛文賢德成路口、長榮大學。                                                       |
| 紅10   | 關廟轉運站－永康火車站－奇美醫院               | 興南客運 | - 部分班次繞駛烏竹里、大灣高中。                                                             |
| 紅14   | 關廟轉運站－高鐵台南站－長榮大學               | 興南客運 | - 部分班次繞駛沙崙綠能宅。                                                                   |

高雄市公車、公路客運
| 編號 | 路線                             | 營運單位 | 備註                                 |
| ---- | -------------------------------- | -------- | ------------------------------------ |
| 8042 | 實踐大學－旗山轉運站－高鐵台南站 | 高雄客運 | - 例假日延駛奇美博物館、台南航空站。 |
| 8050 | 臺南車站－關廟轉運站－旗山轉運站 | 高雄客運 |                                      |

### 公共自行車
臺南市YouBike 2.0於2023年2月23日正式營運，截至2025年5月2日於歸仁區內設置21處站點。

## 觀光景點

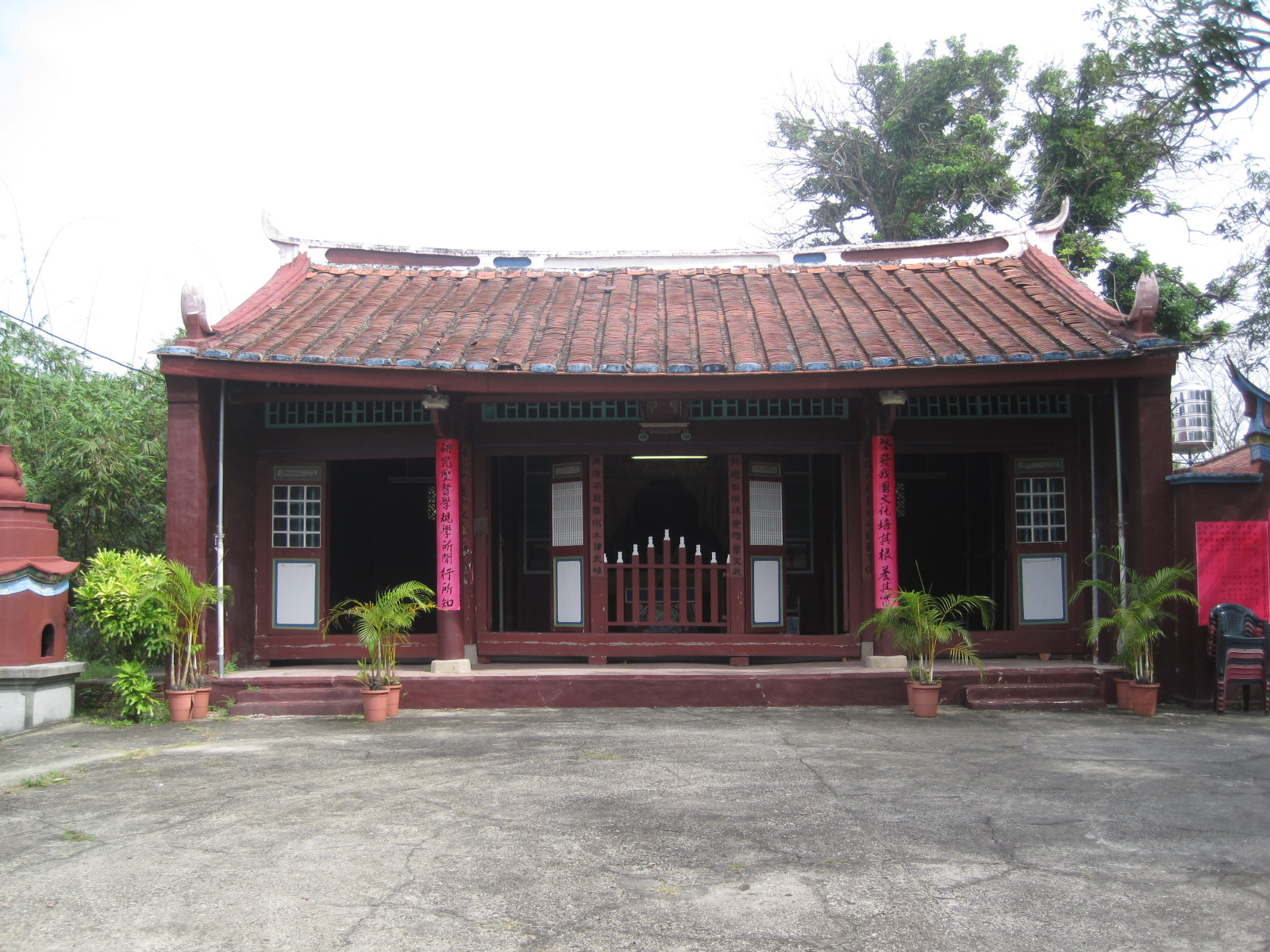
敦源聖廟

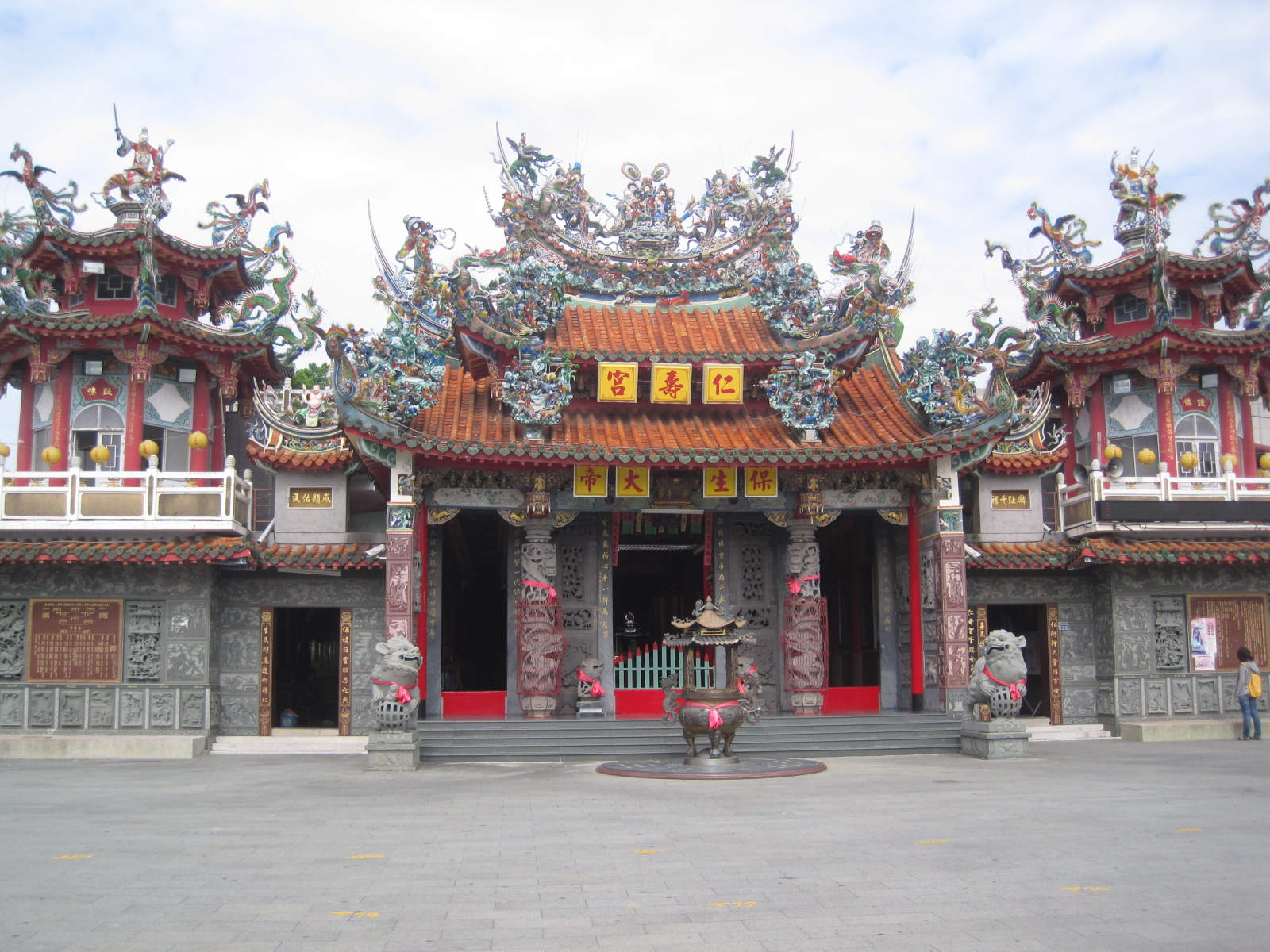
仁壽宮

### 生態教育
- 七甲花卉
- 龍蝦潭

### 藝文場館
- 東門美術館
- 歸仁美學館
- 歸仁文化中心

### 購物中心
- MITSUI OUTLET PARK 台南

### 無形文化資產
- 檳榔園翰林院-草鞋公陣
- 看東弘農宮-金獅陣

## 宗教信仰

### 民間信仰
大潭、武東、窩仔底、林仔邊
- 大潭昭德宮
- 武當山上帝廟
- 童子軍廟
- 武東玄武宮
- 林仔邊三帝宮
- 窩仔底忠順宮

沙崙、土庫、杞舍、五條寮
- 沙崙平安宮(永豐代天府)
- 沙崙武聖宮
- 土庫壇
- 溪湖福德祠

六甲、三塊厝、潭墘、崁仔下、崁仔頭、灣厝
- 六甲北極殿
- 三塊厝順天宮
- 潭墘代天府
- 崁仔下觀音堂
- 崁仔頭清水宮
- 灣厝北極殿

歸仁、後市、姓李仔、檳榔園、南保、許厝、崙頂
- 歸仁仁壽宮
- 南保清水宮
- 檳榔園翰林院
- 許厝代天府
- 崙頂福德祠
- 歸南北極殿

看東、看西、二甲、八甲、七甲、丁厝、大宅
- 看東弘農宮
- 看東北安宮
- 看西清水宮
- 二甲代天府
- 八甲代天府
- 歸仁代天府(七甲)
- 丁厝文衡聖帝壇
- 大宅廣安宮

媽祖廟、王厝、西勢仔、大埔、大人廟、南潭
- 保西代天府（又名「大人廟」，為南瀛三大代天府之一）
- 媽廟朝天宮
- 西勢仔黃府王爺壇
- 大埔福德祠
- 南潭孝順宮

### 教會信仰
- 台灣基督長老教會 歸仁教會
- 台灣基督長老教會 歸農教會
- 台灣基督長老教會 南保教會
- 真耶穌教會 歸仁教會
- 台南市召會 歸仁區會所
- 歸仁聖鮑思高天主堂

### 佛教信仰
- 歸仁善化寺
- 佛乘寺
- 淨國寺

## 外部連結
- 歸仁區公所 （页面存档备份，存于）